# 1. Fußball-Club Magdeburg 2022-2023
Questa voce raccoglie le informazioni riguardanti il 1. Fußball-Club Magdeburg nelle competizioni ufficiali della stagione 2022-2023.

## Stagione
Nella stagione 2022-2023 il Magdeburgo, allenato da Christian Titz, concluse il campionato di 2. Bundesliga all'11º posto. In Coppa di Germania il Magdeburgo fu eliminato al primo turno dall'Eintracht Francoforte.

## Rosa
| N. |                        | Ruolo | Calciatore          |
| -- | ---------------------- | ----- | ------------------- |
| 1  | Germania (bandiera)    | P     | Dominik Reimann     |
| 2  | Italia (bandiera)      | D     | Cristiano Piccini   |
| 3  | Paesi Bassi (bandiera) | A     | Luc Castaignos      |
| 4  | Lussemburgo (bandiera) | D     | Eldin Dzogovic      |
| 5  | Germania (bandiera)    | D     | Jamie Lawrence      |
| 6  | Germania (bandiera)    | C     | Daniel Elfadli      |
| 7  | Uganda (bandiera)      | D     | Herbert Bockhorn    |
| 8  | Ghana (bandiera)       | C     | Moritz Kwarteng     |
| 9  | Germania (bandiera)    | A     | Kai Brünker         |
| 10 | Germania (bandiera)    | A     | Jason Ceka          |
| 11 | Marocco (bandiera)     | A     | Mohamed El Hankouri |
| 12 | Canada (bandiera)      | D     | Belal Halbouni      |
| 13 | Germania (bandiera)    | C     | Connor Krempicki    |
| 14 | Germania (bandiera)    | A     | Maximilian Franzke  |
| 15 | Germania (bandiera)    | D     | Daniel Heber        |
| 16 | Germania (bandiera)    | C     | Andreas Müller      |
| 17 | Brasile (bandiera)     | A     | Léo Scienza         |

| N. |                           | Ruolo | Calciatore         |
| -- | ------------------------- | ----- | ------------------ |
| 18 | Germania (bandiera)       | A     | Florian Kath       |
| 19 | Germania (bandiera)       | D     | Léon Bell Bell     |
| 20 | Germania (bandiera)       | C     | Julian Rieckmann   |
| 21 | Germania (bandiera)       | D     | Tim Stappmann      |
| 22 | Germania (bandiera)       | D     | Tim Sechelmann     |
| 23 | Turchia (bandiera)        | A     | Barış Atik         |
| 24 | Germania (bandiera)       | D     | Alexander Bittroff |
| 25 | Costa d'Avorio (bandiera) | D     | Silas Gnaka        |
| 26 | Germania (bandiera)       | A     | Luca Schuler       |
| 27 | Germania (bandiera)       | D     | Malcolm Cacutalua  |
| 28 | Germania (bandiera)       | P     | Tim Boss           |
| 29 | Germania (bandiera)       | C     | Amara Condé        |
| 30 | Germania (bandiera)       | P     | Noah Kruth         |
| 31 | Austria (bandiera)        | D     | Maximilian Ullmann |
| 33 | Germania (bandiera)       | D     | Leon Schmökel      |
| 37 | Giappone (bandiera)       | A     | Tatsuya Itō        |
| 39 | Germania (bandiera)       | P     | Tom Schlitter      |

## Organigramma societario
Area tecnica
- Allenatore: Christian Titz
- Allenatore in seconda: Silvio Bankert, André Kilian, Daniel Widmer
- Preparatore dei portieri: Matthias Tischer
- Preparatori atletici: Jannik Kirchenkamp

## Calciomercato

### Sessione estiva
| Acquisti | Acquisti            | Acquisti             | Acquisti |
| R.       | Nome                | da                   | Modalità |
| -------- | ------------------- | -------------------- | -------- |
| C        | Ömer Beyaz          | Stoccarda            |          |
| P        | Tim Boss            | Wehen Wiesbaden      |          |
| D        | Malcolm Cacutalua   | Erzgebirge Aue       |          |
| A        | Mohamed El Hankouri | Groningen            |          |
| C        | Daniel Elfadli      | Aalen                |          |
| D        | Silas Gnaka         | Eupen                |          |
| D        | Belal Halbouni      | Werder Brema II      |          |
| D        | Jamie Lawrence      | Bayern Monaco        |          |
| A        | Léo Scienza         | Schalke 04 II        |          |
| D        | Leon Schmökel       | Germania Halberstadt |          |
| D        | Tim Stappmann       | RW Oberhausen        |          |
| D        | Cristiano Piccini   | Stella Rossa         |          |

| Cessioni | Cessioni           | Cessioni         | Cessioni |
| R.       | Nome               | a                | Modalità |
| -------- | ------------------ | ---------------- | -------- |
| A        | Luka Sliskovic     | Sciaffusa        |          |
| D        | Korbinian Burger   | Erzgebirge Aue   |          |
| C        | Sirlord Conteh     | Paderborn        |          |
| D        | Tobias Knost       | Verl             |          |
| P        | Benjamin Leneis    | Augusta          |          |
| C        | Adrian Małachowski | Waldhof Mannheim |          |
| D        | Tobias Müller      | Paderborn        |          |
| C        | Raphael Obermair   | Paderborn        |          |
| D        | Henry Rorig        | Osnabrück        |          |
| D        | Philipp Harant     | Chemie Lipsia    |          |

### Sessione invernale
| Acquisti | Acquisti           | Acquisti        | Acquisti |
| R.       | Nome               | da              | Modalità |
| -------- | ------------------ | --------------- | -------- |
| D        | Maximilian Ullmann | Venezia         |          |
| D        | Daniel Heber       | Rot-Weiss Essen |          |
| A        | Luc Castaignos     | Sconosciuta     |          |

| Cessioni | Cessioni   | Cessioni  | Cessioni |
| R.       | Nome       | a         | Modalità |
| -------- | ---------- | --------- | -------- |
| C        | Ömer Beyaz | Stoccarda |          |

## Risultati

### 2. Bundesliga

#### Girone di andata
| Arbitro: | Aarnink |

|               |           |                               |
| Krempicki 50’ | Marcatori | 43’ (rig.) Hennings 46’ Klaus |

| Arbitro: | Brand |

|                           |           |                                 |
| Wanitzek 63’ Kaufmann 65’ | Marcatori | 7’ Müller 32’ Atik 34’ Kwarteng |

| Arbitro: | Gerach |

|          |           |                                |
| Ceka 43’ | Marcatori | 17’ Komenda 59’ (rig.) Pichler |

| Arbitro: | Badstübner |

|                              |           |  |
| Eggestein 3’, 14’ Hartel 77’ | Marcatori |  |

| Arbitro: | Kampka |

|  |           |                                              |
|  | Marcatori | 14’ Beier 44’ Krajnc 56’ Muroya 90’ Teuchert |

| Arbitro: | Braun |

|                                                      |           |                                                  |
| Boyd 7’ Tomiak 40’ Hercher 47’ Wunderlich 66’ (rig.) | Marcatori | 11’, 22’ Kwarteng 17’ Hankouri 79’ (aut.) Tomiak |

| Arbitro: | Waschitzki-Günther |

|               |           |  |
| Pieringer 79’ | Marcatori |  |

| Arbitro: | Burda |

|                          |           |               |
| Piccini 38’ Kwarteng 86’ | Marcatori | 42’ Michalski |

| Arbitro: | Osmers |

|                           |           |          |
| Pröger 30’, 41’ Fröde 62’ | Marcatori | 90’ Atik |

| Arbitro: | Aytekin |

|             |           |  |
| Schuler 68’ | Marcatori |  |

| Arbitro: | Exner |

|              |           |  |
| Kinsombi 74’ | Marcatori |  |

| Arbitro: | Petersen |

|  |           |                              |
|  | Marcatori | 51’ (aut.) Condé 90’ Henning |

| Arbitro: | Osmers |

|                             |           |                                     |
| Königsdörffer 58’ Sanne 90’ | Marcatori | 11’ Hankouri 51’ Atik 88’ Rieckmann |

| Arbitro: | Thomsen |

|         |           |              |
| Itō 90’ | Marcatori | 23’ Thomalla |

| Arbitro: | Winter |

|                    |           |                         |
| Reimann 64’ (aut.) | Marcatori | 58’, 76’ (rig.) Piccini |

| Arbitro: | Haslberger |

|  |           |              |
|  | Marcatori | 78’ Pfeiffer |

| Arbitro: | Hempel |

|                                    |           |         |
| Consbruch 30’ Gebauer 65’ Hack 72’ | Marcatori | 73’ Itō |

#### Girone di ritorno
| Arbitro: | Willenborg |

|                                |           |                  |
| Kownacki 9’, 34’ Appelkamp 84’ | Marcatori | 6’, 59’ Kwarteng |

| Arbitro: | Braun |

|             |           |         |
| Elfadli 90’ | Marcatori | 3’ Jung |

| Arbitro: | Heft |

|                   |           |                                       |
| Erras 34’ Arp 54’ | Marcatori | 45’ Elfadli 70’ Bockhorn 86’ Kwarteng |

| Arbitro: | Alt |

|          |           |                      |
| Atik 39’ | Marcatori | 74’ Irvine 88’ Medić |

| Arbitro: | Thomsen |

|            |           |                         |
| Schaub 69’ | Marcatori | 48’ Atik 61’ Castaignos |

| Arbitro: | Bacher |

|                      |           |  |
| Kwarteng 41’ Itō 65’ | Marcatori |  |

| Magdeburgo 11 marzo 2023, ore 13:00 CET 24ª giornata | Magdeburgo | 0 – 0 referto | Paderborn | MDCC-Arena (20 325 spett.)\| Arbitro: \| Winter \| |
| Arbitro:                                             | Winter     |               |           |                                                    |

| Arbitro: | Exner |

|                                       |           |  |
| Green 64’ Heber 69’ (aut.) Petkov 75’ | Marcatori |  |

| Arbitro: | Aarnink |

|                         |           |  |
| Condé 29’ Ceka 60’, 70’ | Marcatori |  |

| Arbitro: | Stieler |

|                                 |           |                       |
| Gnaka 52’ (aut.) Caliskaner 89’ | Marcatori | 10’ Atik 80’ Lawrence |

| Arbitro: | Thomsen |

|             |           |                |
| Piccini 89’ | Marcatori | 25’, 66’ Đumić |

| Arbitro: | Bacher |

|          |           |                      |
| Ujah 69’ | Marcatori | 22’ Kwarteng 62’ Itō |

| Arbitro: | Osmers |

|                               |           |                     |
| Kwarteng 32’ Atik 74’ Itō 86’ | Marcatori | 42’ Kittel 90’ Reis |

| Heidenheim an der Brenz 7 maggio 2023, ore 13:30 CEST 31ª giornata | Heidenheim | 0 – 0 referto | Magdeburgo | Voith-Arena (15 000 spett.)\| Arbitro: \| Dankert \| |
| Arbitro:                                                           | Dankert    |               |            |                                                      |

| Arbitro: | Zwayer |

|                          |           |                    |
| Horn 34’ (aut.) Ceka 68’ | Marcatori | 54’, 81’ Lohkemper |

| Arbitro: | Osmers |

|           |           |  |
| Tietz 36’ | Marcatori |  |

| Arbitro: | Dankert |

|                                         |           |  |
| Condé 38’, 51’ Atik 45’ (rig.) Ceka 67’ | Marcatori |  |

### Coppa di Germania
| Arbitro: | Zwayer |

|  |           |                                         |
|  | Marcatori | 4’, 59’ Kamada 31’ Lindstrøm 90’ Alario |

## Statistiche

### Statistiche di squadra
| Competizione      | Punti | In casa | In casa | In casa | In casa | In casa | In casa | In trasferta | In trasferta | In trasferta | In trasferta | In trasferta | In trasferta | Totale | Totale | Totale | Totale | Totale | Totale | DR  |
| Competizione      | Punti | G       | V       | N       | P       | Gf      | Gs      | G            | V            | N            | P            | Gf           | Gs           | G      | V      | N      | P      | Gf     | Gs     | DR  |
| ----------------- | ----- | ------- | ------- | ------- | ------- | ------- | ------- | ------------ | ------------ | ------------ | ------------ | ------------ | ------------ | ------ | ------ | ------ | ------ | ------ | ------ | --- |
| 2. Bundesliga     | 43    | 17      | 6       | 4       | 7       | 23      | 22      | 17           | 6            | 3            | 8            | 25           | 33           | 34     | 12     | 7      | 15     | 48     | 55     | -7  |
| Coppa di Germania | -     | 1       | 0       | 0       | 1       | 0       | 4       | 0            | 0            | 0            | 0            | 0            | 0            | 1      | 0      | 0      | 1      | 0      | 4      | -4  |
| Totale            | 43    | 18      | 6       | 4       | 8       | 23      | 26      | 17           | 6            | 3            | 8            | 25           | 33           | 35     | 12     | 7      | 16     | 48     | 59     | -11 |

### Andamento in campionato
| Giornata  | 1  | 2 | 3  | 4  | 5  | 6  | 7  | 8  | 9  | 10 | 11 | 12 | 13 | 14 | 15 | 16 | 17 | 18 | 19 | 20 | 21 | 22 | 23 | 24 | 25 | 26 | 27 | 28 | 29 | 30 | 31 | 32 | 33 | 34 |
| --------- | -- | - | -- | -- | -- | -- | -- | -- | -- | -- | -- | -- | -- | -- | -- | -- | -- | -- | -- | -- | -- | -- | -- | -- | -- | -- | -- | -- | -- | -- | -- | -- | -- | -- |
| Luogo     | C  | T | C  | T  | C  | T  | T  | C  | T  | C  | T  | C  | T  | C  | T  | C  | T  | T  | C  | T  | C  | T  | C  | C  | T  | C  | T  | C  | T  | C  | T  | C  | T  | C  |
| Risultato | P  | V | P  | P  | P  | N  | P  | V  | P  | V  | P  | P  | V  | N  | V  | P  | P  | P  | N  | V  | P  | V  | V  | N  | P  | V  | N  | P  | V  | V  | N  | N  | P  | V  |
| Posizione | 12 | 9 | 13 | 16 | 16 | 16 | 17 | 15 | 18 | 13 | 15 | 17 | 15 | 15 | 13 | 14 | 17 | 18 | 18 | 15 | 15 | 14 | 12 | 11 | 13 | 11 | 12 | 13 | 12 | 11 | 11 | 11 | 11 | 11 |

Legenda:

Luogo: C = Casa; T = Trasferta. Risultato: V = Vittoria; N = Pareggio; P = Sconfitta.

### Statistiche dei giocatori
| Giocatore     | 2. Bundesliga | 2. Bundesliga | 2. Bundesliga | 2. Bundesliga | Coppa di Germania | Coppa di Germania | Coppa di Germania | Coppa di Germania | Totale   | Totale | Totale      | Totale     |
| Giocatore     | Presenze      | Reti          | Ammonizioni   | Espulsioni    | Presenze          | Reti              | Ammonizioni       | Espulsioni        | Presenze | Reti   | Ammonizioni | Espulsioni |
| ------------- | ------------- | ------------- | ------------- | ------------- | ----------------- | ----------------- | ----------------- | ----------------- | -------- | ------ | ----------- | ---------- |
| B. Atik       | 28            | 8             | 9             | 0             | 1                 | 0                 | 0                 | 0                 | 29       | 8      | 9           | 0          |
| L. Bell       | 24            | 0             | 6             | 0             | 1                 | 0                 | 0                 | 0                 | 25       | 0      | 6           | 0          |
| Ö. Beyaz      | 3             | 0             | 0             | 0             | 1                 | 0                 | 0                 | 0                 | 4        | 0      | 0           | 0          |
| A. Bittroff   | 15            | 0             | 3             | 0             | 0                 | 0                 | 0                 | 0                 | 15       | 0      | 3           | 0          |
| H. Bockhorn   | 25            | 1             | 4             | 0             | 0                 | 0                 | 0                 | 0                 | 25       | 1      | 4           | 0          |
| T. Boss       | 3             | 0             | 0             | 0             | 0                 | 0                 | 0                 | 0                 | 3        | 0      | 0           | 0          |
| K. Brünker    | 23            | 0             | 2             | 0             | 0                 | 0                 | 0                 | 0                 | 23       | 0      | 2           | 0          |
| M. Cacutalua  | 5             | 0             | 1             | 0             | 0                 | 0                 | 0                 | 0                 | 5        | 0      | 1           | 0          |
| L. Castaignos | 7             | 1             | 1             | 0             | 0                 | 0                 | 0                 | 0                 | 7        | 1      | 1           | 0          |
| J. Ceka       | 29            | 5             | 4             | 0             | 1                 | 0                 | 0                 | 0                 | 30       | 5      | 4           | 0          |
| A. Condé      | 29            | 3             | 8             | 0             | 1                 | 0                 | 0                 | 0                 | 30       | 3      | 8           | 0          |
| E. Dzogovic   | 1             | 0             | 0             | 0             | 0                 | 0                 | 0                 | 0                 | 1        | 0      | 0           | 0          |
| D. Elfadli    | 26            | 2             | 5             | 0             | 1                 | 0                 | 0                 | 0                 | 27       | 2      | 5           | 0          |
| M. Franzke    | 0             | 0             | 0             | 0             | 0                 | 0                 | 0                 | 0                 | 0        | 0      | 0           | 0          |
| S. Gnaka      | 32            | 0             | 3             | 0             | 1                 | 0                 | 0                 | 0                 | 33       | 0      | 3           | 0          |
| B. Halbouni   | 0             | 0             | 0             | 0             | 0                 | 0                 | 0                 | 0                 | 0        | 0      | 0           | 0          |
| M. Hankouri   | 31            | 2             | 5             | 0             | 0                 | 0                 | 0                 | 0                 | 31       | 2      | 5           | 0          |
| D. Heber      | 16            | 0             | 5             | 1             | 0                 | 0                 | 0                 | 0                 | 16       | 0      | 5           | 1          |
| T. Itō        | 33            | 5             | 0             | 0             | 1                 | 0                 | 0                 | 0                 | 34       | 5      | 0           | 0          |
| F. Kath       | 0             | 0             | 0             | 0             | 0                 | 0                 | 0                 | 0                 | 0        | 0      | 0           | 0          |
| C. Krempicki  | 24            | 1             | 2             | 0             | 1                 | 0                 | 0                 | 0                 | 25       | 1      | 2           | 0          |
| N. Kruth      | 1             | 0             | 0             | 0             | 0                 | 0                 | 0                 | 0                 | 1        | 0      | 0           | 0          |
| M. Kwarteng   | 29            | 10            | 3             | 0             | 1                 | 0                 | 0                 | 0                 | 30       | 10     | 3           | 0          |
| J. Lawrence   | 25            | 1             | 0             | 2             | 1                 | 0                 | 0                 | 0                 | 26       | 1      | 0           | 2          |
| A. Müller     | 19            | 1             | 3             | 0             | 1                 | 0                 | 0                 | 0                 | 20       | 1      | 3           | 0          |
| C. Piccini    | 17            | 4             | 1             | 1             | 0                 | 0                 | 0                 | 0                 | 17       | 4      | 1           | 1          |
| D. Reimann    | 30            | 0             | 2             | 0             | 1                 | 0                 | 0                 | 0                 | 31       | 0      | 2           | 0          |
| J. Rieckmann  | 6             | 1             | 1             | 0             | 0                 | 0                 | 0                 | 0                 | 6        | 1      | 1           | 0          |
| T. Schlitter  | 0             | 0             | 0             | 0             | 0                 | 0                 | 0                 | 0                 | 0        | 0      | 0           | 0          |
| L. Schmökel   | 0             | 0             | 0             | 0             | 0                 | 0                 | 0                 | 0                 | 0        | 0      | 0           | 0          |
| L. Schuler    | 12            | 1             | 2             | 0             | 0                 | 0                 | 0                 | 0                 | 12       | 1      | 2           | 0          |
| L. Scienza    | 11            | 0             | 0             | 0             | 1                 | 0                 | 0                 | 0                 | 12       | 0      | 0           | 0          |
| T. Sechelmann | 11            | 0             | 2             | 0             | 1                 | 0                 | 1                 | 0                 | 12       | 0      | 3           | 0          |
| L. Sliskovic  | 0             | 0             | 0             | 0             | 0                 | 0                 | 0                 | 0                 | 0        | 0      | 0           | 0          |
| T. Stappmann  | 0             | 0             | 0             | 0             | 0                 | 0                 | 0                 | 0                 | 0        | 0      | 0           | 0          |
| M. Ullmann    | 11            | 0             | 1             | 0             | 0                 | 0                 | 0                 | 0                 | 11       | 0      | 1           | 0          |